# Sphaerodactylus gaigeae
Sphaerodactylus gaigeae — вид геконоподібних ящірок родини Sphaerodactylidae. Ендемік Пуерто-Рико. Вид названий на честь американської герпетологині Хелени Томпсон Гейдж.

## Поширення і екологія
Sphaerodactylus gaigeae мешкають на сході Пуерто-Рико, а також на сусідньому острові В'єкес та на острівці Кайо-Сантьяго. Вони живуть в сухих чагарникових заростях і тропічних лісах, у вологих гірських тропічних лісах та на кавових плантаціях, серед опалого листя, під камінням і поваденими деревами. Зустрічаються на висоті до 450 м над рівнем моря. Відкладають яйця.